# Adelpha corcyra
Espèce
Adelpha corcyra  est une espèce de papillons de la famille des Nymphalidae, sous famille des Limenitidinae et du genre Adelpha.

## Dénomination
Adelpha corcyra a été décrit par William Chapman Hewitson en 1867 sous le nom Heterochroa corcyra.

### Sous-espèces
- Adelpha corcyra corcyra;
- Adelpha corcyra aretina Fruhstorfer, 1907; présent en Équateur.
- Adelpha corcyra collina (Hewitson, 1847); présent en Équateur et en Colombie.
- Adelpha corcyra dognini Willmott, 2003; présent en Équateur.
- Adelpha corcyra salazari Willmott, 2003; présent en Colombie[1].

## Description
Adelpha  corcyra est un papillon d'une envergure d'environ  45 mm, à bord externe des ailes antérieures légèrement concave au dessus marron marqué d'une bande blanche dans l'aire discale des ailes postérieures se continuant sur les 2/3 de l'aire discale aux ailes antérieures antérieures chevauchée par une courte ligne submarginale de taches de couleur jaune orangé.
Le revers est marbré de beige et d ejaune orangé avec les bandes blanche et orange que sur le dessus.

## Écologie et distribution
Adelpha corcyra est présent  en Colombie, en Équateur et dans le nord du Pérou,. 

### Protection
Pas de statut de protection particulier.